# Don't Bother Me
〈Don't Bother Me〉는 영국의 록 밴드 비틀즈의 음반에 처음 수록된, 조지 해리슨 작곡의 노래다. 이 신나는 로큰롤은 영국에서는 1963년도 음반 《With the Beatles》에 담겨 출시되었고, 미국에서는 1964년도 음반 《Meet the Beatles!》에 담겨 출시되었다.
조지 해리슨은 비틀즈가 1963년 여름 공연을 위해 머무른 영국 본머스에서 현지에 있던 호텔의 방 침대에서 곡을 쓰기 시작했다. 그는 노래를 쓴다기보다 연습삼아 시도해 본 것이라고 뒷날 말했다. "계속 무언가를 쓰면 나를 나타내는 것이라도 할 수 있다고 생각했습니다. 그런데 결국에 저는 꽤 좋은 곡을 쓰게 되었습니다." 해리슨은 두 개의 초창기 노래 〈In Spite of All the Danger〉 (매카트니/해리슨), 〈Cry for a Shadow〉 (해리슨/레논)에서 크레디트되었다. 그러나 두 곡 모두 1995년 《Anthology 1》 컴필레이션 음반에 수록되기 전까지 공식적으로 공개되지 않았다. 더구나 전자는 폴 매카트니가 대부분 작곡한 것이었고 후자는 더 섀도스의 모방이었다. 이 노래는 해리슨의 진정한 첫 작품으로 평가된다.
곡의 녹음은 1963년 9월 11일과 12일에 있었다. 11일에는 7테이크를 녹음했지만 썩 만족스럽지 못했고, 다음날에 9테이크를 녹음했다. 1970년 말엽, 캐나다에서는 스테레오 《Meet the Beatles!》에 2:08 지점에서 'don't'을 추가로 넣은 대체 버전이 수록돼 출시되었다. 〈Don't Bother Me〉는 《하드 데이즈 나이트》에 등장한 여러 노래들 중 하나로, 극중 매카트의 할아버지가 딴곳에서 몰래 도박을 하는 동안 비틀즈가 나이트클럽에서 춤추는 장면에 삽입되었다. 영화의 마지막 장면에서 등장하는 작곡가 크레디트에서는 레논-매카트니로 잘못 표기하고 있다. 영국의 가수 그레고리 필립스가 자신의 세 번째 싱글로 〈Don't Bother Me〉를 발표했고, 비록 실패했지만 이것이 해리슨의 작곡 중 처음으로 커버된 곡이 되었다.

## 참여 인원
- 조지 해리슨 – 더블 트래킹 보컬, 리드 기타
- 존 레논 – 리듬 기타, 탬버린
- 폴 매카트니 – 베이스 기타, 클라베
- 링고 스타 – 드럼, 봉고
- 조지 마틴 – 프로듀서
- 노먼 스미스 – 엔지니어

이언 맥도널드 제공

## 참고 문헌
- “With the Beatles: Don't Bother Me”. 《The Beatles Interview Database》. 2010. 2010년 2월 21일에 확인함.
- Lewisohn, Mark (1995). 《Anthology 2》 (booklet). The Beatles. London: Apple Records. 34445.
- MacDonald, Ian (2005). 《Revolution in the Head: The Beatles' Records and the Sixties》 Seco Revis판. London: Pimlico (Rand). ISBN 1-84413-828-3.
- Unterberger, Richie (2009). [(영어) https://www.allmusic.com/artist/p114238 “Gregory Phillips: Biography”] |url= 값 확인 필요 (도움말). 《Allmusic》. 2009년 9월 7일에 확인함.